# Лаж (Кировская область)
 Лаж  — село в Лебяжском районе Кировской области.

## География
Расположена на расстоянии примерно 29 км на юг от райцентра поселка  Лебяжье.

## История
Упоминается с 1717 года как село Филипповское с 13 дворами, в 1764 году 64 жителя. По местным данным, основана в 1665 году при строительстве деревянной Филипповской церкви. В 1873 году в селе Филипповское или Лаж дворов 32 и жителей 221, в 1905 33 и 200, в 1926 142 и 430, в 1950 77 и 248, в 1989 962 жителя. Нынешнее название утвердилось с 1939 года. В селе заброшенная каменная Троицкая церковь, построенная в 1805 году.  В период 2006-2020 годов была административным центром Лажского сельского поселения до упразднения последнего.

## Население
Постоянное население составляло 799 человек (русские 95%) в 2002 году, 621 в 2010.

## Известные уроженцы
- Пономарёв, Иван Михайлович  (1904—1996) — советский военно-политический деятель, генерал-лейтенант (1945).